# عمران الجساسي
عمران عامر حميد الجساسي (مواليد 11 مارس 1996، لاعب كرة قدم عماني يجيد اللعب في الظهير يلعب كلاعب من مواليد الإمارات.

## مسيرة اللاعب
لعب الجساسي مع نادي خورفكان ونادي العين ونادي الجزيرة في الفئات السنية و احترف في نادي ستومبراس الليتواني و في عام 2018 وقع مع نادي الشارقة و فاز معهم بدوري الخليج العربي و في عام 2019 وقع مع نادي الظفرة و وقع مع نادي النصر في عام 2022 و وقع مع نادي الإمارات في عام 2023.

## روابط خارجية
عمران الجساسي على موقع قاعدة بيانات كرة القدم.إي يو (الإنجليزية)
- عمران الجساسي على موقع Soccerway.com (الإنجليزية)